# 普拉訥河
52°23′6″N 12°29′34″E / 52.38500°N 12.49278°E

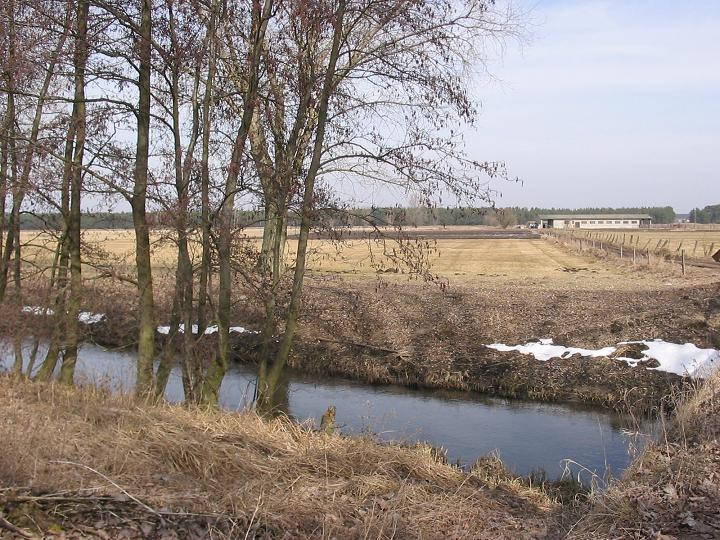

普拉訥河是德國的河流，位於勃蘭登堡州，屬於哈弗爾河的左支流，河道全長57公里，流域面積639平方公里，發源自拉本斯泰因附近，流經普拉內塔爾和戈爾措，河口處在哈弗爾河畔勃蘭登堡以西。